# أنينا بينيت
أنينا بينيت ولدت يوم 13 جانفي 1965 بشيكاغو وهي كاتبة أمريكية ومحررة ومنتجة كتب هزلية. بعض الأعمال الشهيرة التي كانت جزءًا منها هي خدعة/كوميكس الروبوت بواليربلات أو العديد من كاريكاتير دراك هورس التي أنتجتها. أنينا بينيت هي جزء من فريق الزوج والزوجة مع بول جينان الذين يتعاونون في الطباعة منذ عام 1989. أنشأ بينيت وجوينان هيدبريكار في نفس العام. كانت هذه السلسلة رائدة لأنها كانت من أوائل المسلسلات التي عرضت الحيوانات المستنسخة ومجموعة من بطلات الكتاب الهزلي الإناث. تعمل حاليًا مع جينان على رواية مصورة تاريخية، إمبراطورية الأزتك ‏.
|                         | عنوان                                                | دور    | بدأ الموعد     |
| ----------------------- | ---------------------------------------------------- | ------ | -------------- |
|                         | محطمو القلوب                                         | المنشئ | 1989           |
|                         | المخترع فيليب لويس (فيل) بيريو من توناواندا، نيويورك | المنشئ |                |
| كاريكاتير الحصان الاسود | شيفال نوير                                           | محرر   | 1989 – 1994    |
| كاريكاتير الحصان الاسود | الأجانب: الخلاص                                      | محرر   | 2013           |
| كاريكاتير الحصان الاسود | الأجانب                                              | فنان   | 13 فبراير 2013 |
| كاريكاتير الحصان الاسود | نيكزس أومنيبوس                                       | محرر   | 2016           |

مراجع
 
1. ↑   https://www.comic-con.org/awards/inkpot. اطلع عليه بتاريخ 2021-07-15. {{استشهاد ويب}}: |url= بحاجة لعنوان (مساعدة) والوسيط |title= غير موجود أو فارغ (من ويكي بيانات) (مساعدة)
2. ↑  Dooley 2002.
3. ↑  Guinan & Bennett 2012، صفحة 167.
4. ↑  Big Red Hair 2020.
5. ↑  Utah Arts Festival 2017.
6. ↑  Anderson 2019.
7. ↑  Gibbons 2013، صفحة 1.
8. ↑  Dark Horse Comics 2020.
9. ↑  Baron & Rude 2016، صفحة Contents.